# Emil Niemiec-Polaczek
Emil Józef Niemiec, właśc. Emil Niemiec, ps. „Polaczek”, także jako „Stefan Zieliński” (ur. 29 marca 1911 w Jasienicy Śląskiej, zm. 19 stycznia 1999 w Australii) – oficer Wojska Polskiego i Armii Krajowej, działacz emigracyjny.

## Życiorys
Urodził się jako Emil Niemiec 29 marca 1911 w Jasienicy Śląskiej w rodzinie Karola i Marii. Podczas II wojny światowej i trwającej okupacji niemieckiej został oficerem Armii Krajowej używając pseudonimu „Polaczek” oraz przybranej tożsamości „Stefan Zieliński”. W stopniu kapitana służył w Szefostwie Przerzutów Powietrznych Oddziału V Łączności Okręgu Warszawa AK. Uczestniczył w powstaniu warszawskim na obszarze dzielnic Wola i Stare Miasto, skąd kanałami przedostał się na Śródmieście Północ. Po upadku powstania został wzięty przez Niemców do niewoli.
Po wojnie pozostał na emigracji w Australii. 1 listopada 1974 został powołany na stanowisko delegata rządu RP na uchodźstwie na teren Nowej Południowej Walii. Był autorem publikacji pt. Saga rodzinna.
Zmarł 19 stycznia 1999 w Australii. Został pochowany na cmentarzu Rookwood w Sydney. Jego żoną była Maria z domu Poley (1920–1973), także żołnierz Armii Krajowej.

## Odznaczenia
- Krzyż Kawalerski Orderu Odrodzenia Polski (11 listopada 1978)[5]